# 危地馬拉國旗
瓜地馬拉國旗為一面由天藍-白-天藍三條直條組成的旗幟，象徵瓜地馬拉位於太平洋與大西洋之間。白色代表純潔。中間為國徽。藍-白-藍的條狀旗幟歷史上也是中美洲聯合省旗幟的顏色。
现行旗幟採用於1871年9月15日，并分别于1968年、1997年对国徽图案作了两次较小的调整。

## 政府旗帜

危地马拉总统旗帜
危地马拉国会主席旗帜
危地马拉司法最高法院院长旗帜
危地马拉副总统旗帜

## 历史国旗

1825-1838
1838-1843
1839-1843
1843-1851
1851-1858
1858-1871
1871-1968
1920年代使用的非正式旗帜
1968-1997